# Xã Lynden, Quận Stearns, Minnesota
Xã Lynden (tiếng Anh: Lynden Township) là một xã thuộc quận Stearns, tiểu bang Minnesota, Hoa Kỳ. Năm 2010, dân số của xã này là 1.938 người.